# Europamesterskaberne i amatørboksning 1969
Europamesterskaberne i amatørboksning 1969 blev afviklet fra den 29. maj til den 8. juni 1969 i Bukarest i Rumænien. Det var 18. gang, der blev afholdt EM for amatørboksere. Turneringen blev arrangeret af den europæiske amatørbokseorganisation EABA. Der deltog 180 boksere fra 25 lande.
Bedste nation blev værtsnationen Rumænien, der opnåede 4 guldmedaljer, to sølv og en bronzemedalje i de 11 vægtklasser. Antallet af vægtklasser var forøget, da der for første gang i turneringens historie blev afviklet i klassen letfluevægt (-48 kg).

## Danske deltagere
Danmark stillede med x boksere til turneringen: Jens-Erik Groth (fluevægt), Peter Christiansen (fjervægt), Erik Sivebæk (letweltervægt), Henning Olsen (weltervægt), Tage Nielsen (mellemvægt), Ralf Jensen (letsværvægt) og Claus Schunck (sværvægt).
Jens-Erik Groth, Peter Christiansen, Henning Olsen, Tage Nielsen og Claus Schunck tabte alle deres første kamp.
Erik Sivebæk vandt sin kamp i indledende runde mod 	Hakki Sözen	(Tyrkiet), men tabte i kvartfinalen på point til den sovjetiske bokser Valerij Frolov, der vandt turneringen. Ralf Jensen besejrede i indledende runde schweizeren Tony Schaer på knock out i første omgang, hvorefter han i kvartfinalen pointbesejrede bulgareren Georgi Stankov. Ralf Jensen tabte i semifinalen til den sovjetiske bokser, og senere vinder af turnereingen, Dan Pozniak. Ralf Jensen opnåede således bronze.

## Notable deltagere, der senere blev professionelle
Franco Udella (Italien, senere verdensmester i letfluevægt og europamester og VM-udfordrer i fluevægt), Dave Needham (England, britisk mester i bantam- og fjervægt og boksede uafgjort om EM-titlen i bantamvægt), Alan Richardson (England ), Mate Parlov (Jugoslavien, senere europa- og verdensmester i letsværvægt (WBC) og boksede uafgjort om den ledige titel i cruiservægt (WBC)) og Johnny Frankham (England, britisk mester i fjervægt).

## Medalvindere
| Event                           | Guld                              | Sølv                          | Bronze                                                   |
| ------------------------------- | --------------------------------- | ----------------------------- | -------------------------------------------------------- |
| Letfluevægt (– 48 kilogram)     | György Gedo Ungarn                | Franco Udella Italien         | José Escudero Spanien Roman Rożek Polen                  |
| Fluevægt (– 51 kilogram)        | Constantin Ciucă Rumænien         | Nikolay Novikov Sovjetunionen | Filippo Grasso Italien Artur Olech Polen                 |
| Bantamvægt (– 54 kilogram)      | Aurel Dumitrescu Rumænien         | Aldo Cosentino Frankrig       | Michael Dowling Irland Mickey Piner England              |
| Fjervægt (– 57 kilogram)        | László Orbán Ungarn               | Seyfi Tatar Turkey            | Ivan Mihailov Bulgarien Alan Richardson England          |
| Letvægt (– 60 kilogram)         | Calistrat Cuțov Rumænien          | Stoyan Pilichev Bulgarien     | Sergey Lomakin Sovjetunionen Ryszard Petek Polen         |
| Letweltervægt (– 63,5 kilogram) | Valerij Frolov Sovjetunionen      | Petar Stoitchev Bulgarien     | Gianbattista Capretti Italien Bogdan Jakubowski Polen    |
| Weltervægt (– 67 kilogram)      | Günther Meier Vesttyskland        | Victor Zilberman Rumænien     | Ivan Kiryakov Bulgarien Vladimir Musalinov Sovjetunionen |
| Letmellemvægt (– 71 kilogram)   | Valeriy Tregubov Sovjetunionen    | Bruno Facchetti Italien       | Ion Covaci Rumænien Tom Imrie Skotland                   |
| Mellemvægt (– 75 kilogram)      | Vladimir Tarassenko Sovjetunionen | Mate Parlov Jugoslavien       | Simeon Georgiev Bulgarien Reima Virtanen Finland         |
| Letsværvægt (– 81 kilogram)     | Danas Pozniakas Sovjetunionen     | Ion Monea Rumænien            | Ralf Jensen Danmark Jürgen Schlegel DDR                  |
| Sværvægt (+ 81 kilogram)        | Ion Alexe Rumænien                | Kiril Pandov Bulgarien        | Ludwik Denderys Polen Peter Hussing Vesttyskland         |

## Medaljevindende nationer
*   Værtsnation ( Rumænien)
| Rank               | Nation              | Guld | Sølv | Bronze | Total |
| ------------------ | ------------------- | ---- | ---- | ------ | ----- |
| 1                  | Rumænien (ROU)*     | 4    | 2    | 1      | 7     |
| 2                  | Sovjetunionen (URS) | 4    | 1    | 2      | 7     |
| 3                  | Ungarn (HUN)        | 2    | 0    | 0      | 2     |
| 4                  | Vesttyskland (FRG)  | 1    | 0    | 1      | 2     |
| 5                  | Bulgarien (BUL)     | 0    | 3    | 3      | 6     |
| 6                  | Italien (ITA)       | 0    | 2    | 2      | 4     |
| 7                  | Frankrig (FRA)      | 0    | 1    | 0      | 1     |
| 7                  | Jugoslavien (YUG)   | 0    | 1    | 0      | 1     |
| 7                  | Tyrkiet (TUR)       | 0    | 1    | 0      | 1     |
| 10                 | Polen (POL)         | 0    | 0    | 5      | 5     |
| 11                 | England (ENG)       | 0    | 0    | 2      | 2     |
| 12                 | DDR (GDR)           | 0    | 0    | 1      | 1     |
| 12                 | Danmark (DEN)       | 0    | 0    | 1      | 1     |
| 12                 | Finland (FIN)       | 0    | 0    | 1      | 1     |
| 12                 | Irland (IRL)        | 0    | 0    | 1      | 1     |
| 12                 | Skotland (SCO)      | 0    | 0    | 1      | 1     |
| 12                 | Spanien (ESP)       | 0    | 0    | 1      | 1     |
| Total (17 nations) | Total (17 nations)  | 11   | 11   | 22     | 44    |